# ハリー・エドワード
ハリー・エドワード (Harry Francis Vincent Edward、1895年4月15日-1973年7月8日)は、イギリスの陸上競技選手である。
短距離種目の選手として、1920年アントワープオリンピックに出場。100mでは11秒0の記録で、アメリカのチャールズ・パドック(Charles Paddock)、モリス・カークシー(Morris Kirksey)に次いで銅メダルを獲得。200mでも、22秒1の記録で、アメリカのアレン・ウッドリング(Allen Woodring)、チャールズ・パドックに次いで銅メダルを獲得した。